# لالیانجوالا چانگته
لالیانجوالا چانگته (انگلیسی: Lallianzuala Chhangte؛ زادهٔ ۸ ژوئن ۱۹۹۷) بازیکن فوتبال اهل هند است.
از باشگاه‌هایی که در آن بازی کرده‌است می‌توان به باشگاه فوتبال نورث‌ایست یونایتد اشاره کرد.
وی همچنین در تیم‌های ملی فوتبال زیر ۲۰ سال، زیر ۲۳ سال و بزرگسالان هند بازی کرده‌است.